# Christine Revault d’Allonnes-Bonnefoy
Christine Revault d’Allonnes-Bonnefoy (ur. 10 listopada 1971 w Châteauroux) – francuska polityk, działaczka partyjna i samorządowa, posłanka do Parlamentu Europejskiego VII i VIII kadencji.

## Życiorys
Studiowała prawo i politologię na Université Panthéon-Sorbonne. W 1995 wstąpiła do Partii Socjalistycznej. Została asystentką parlamentarną, a w 2002 zastępczynią poselską deputowanego Jeana-Yves’a Le Bouillonnec. Od 2001 wybierana na radną miejscowości Villejuif, pełniła funkcję zastępczyni mera. W 2004 i w 2010 wybierana także do rady regionu Île-de-France. W 2012 weszła w skład władz krajowych PS jako zastępczyni sekretarza krajowego ds. wyborów.
W 2009 bez powodzenia kandydowała w wyborach do Parlamentu Europejskiego z szóstego miejsca na liście regionalnej PS, której w tym okręgu wyborczym przypadły dwa mandaty. Gdy w 2014, na kilka miesięcy przed końcem kadencji PE, Harlem Désir objął stanowisko rządowe, a trzech kolejnych kandydatów zadeklarowało rezygnację z obsadzenia mandatu, Christine Revault d’Allonnes objęła wakujące miejsce w Europarlamencie. Przystąpiła do grupy Postępowego Sojuszu Socjalistów i Demokratów. Mandat europosłanki utrzymała w wyborach europejskich w 2014.